# Nuova Quarta Armata

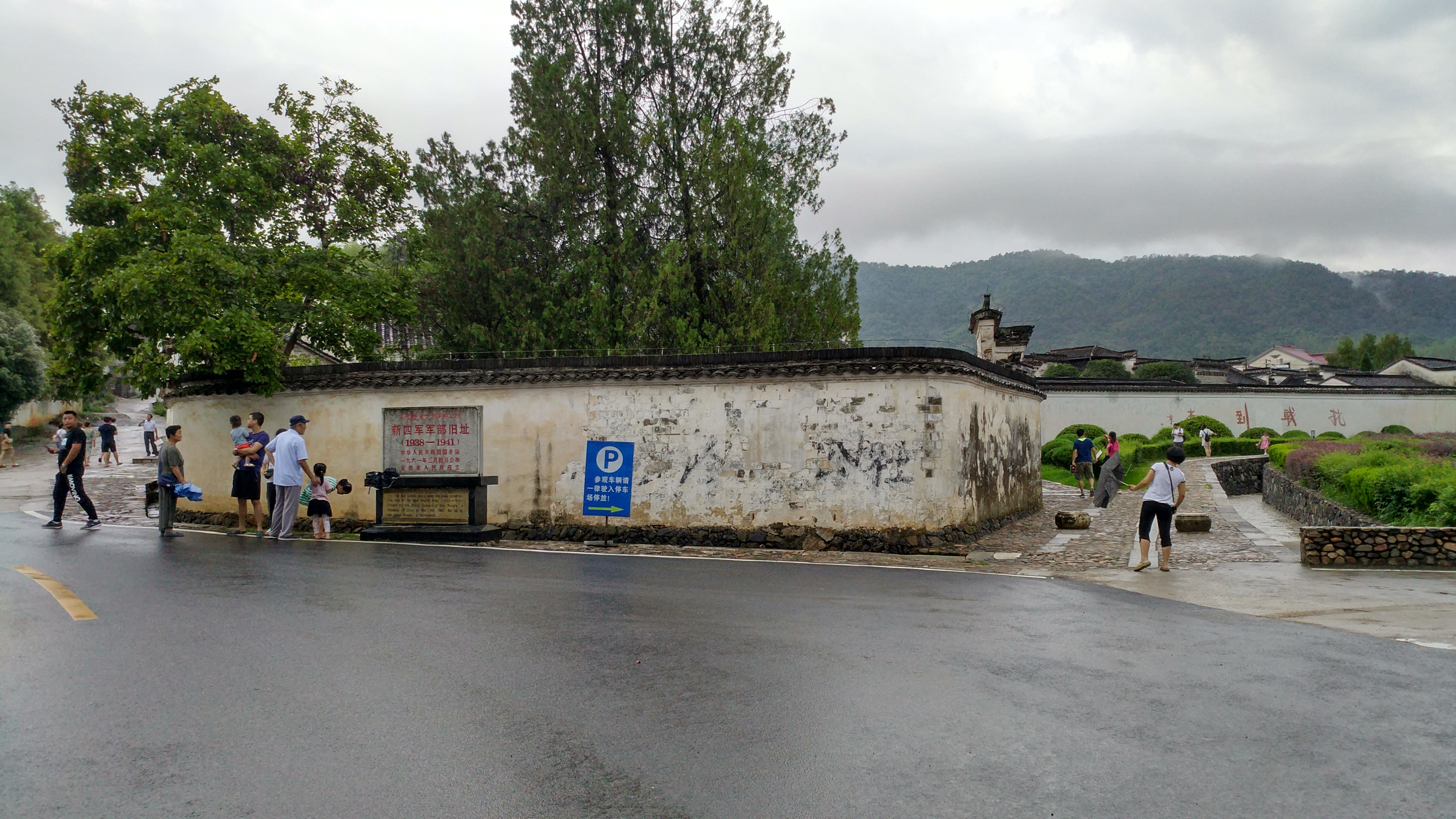
Comando in capo della Quarta Armata nella contea di Jing, Anhui

La Nuova Quarta Armata (新四軍T, 新四军S, Xīn Sì JūnP) fu un'unità del Esercito Rivoluzionario Nazionale della Repubblica di Cina fondata nel 1937. Contrariamente alla maggior parte dell'Esercito Rivoluzionario Nazionale, era controllata dal Partito Comunista Cinese e non dalla Kuomintang. La Nuova Quarta Armata e l'Ottava Armata della Strada furono le due principali forze comuniste nel 1938. La Nuova Quarta Armata fu attiva a sud del fiume Yangtze (Chang Jiang), mentre l'Ottava Armata della Strada aveva sede a Yan'an nel nord-ovest.
I membri della Nuova Quarta Armata indossavano il loro distintivo sul braccio sinistro, con la scritta "N4A" e l'unità e il nome del soldato.

## Storia
Dopo l'Incidente di Xi'an, il Kuomintang guidato da Chiang Kai-shek e il Partito Comunista Cinese, con a capo Mao Zedong, crearono il Secondo Fronte Unito contro il Giappone, che aveva già il controllo della Manciuria e avanzava nel nord della Cina. L'Incidente del ponte di Marco Polo, nel luglio 1937, costituì l'inizio della seconda guerra sino-giapponese.
Nell'ottobre del 1937, fu annunciato che i soldati dell'Armata Rossa erano attivi nelle otto province del sud della Cina; quelli che non si imbarcarono nella Lunga marcia fecero parte della Nuova Quarta Armata. Questa fu fondata il 25 dicembre 1937 a Hankou, trasferendosi a Nanchang il 6 gennaio 1938, quando i distaccamenti iniziarono a marciare sul fronte di battaglia. All'inizio, aveva quattro distaccamenti e un battaglione speciale e contava circa diecimila uomini. Successivamente l'esercito si trasferì nella provincia di  Anhui. Ye Ting era il comandante dell'esercito e Xiang Ying il vice comandante.
In teoria era un fronte unito contro il Giappone, ma in pratica vi furono attriti tra le forze nazionaliste e comuniste, che si intensificarono nell'autunno del 1940, culminando nel Nuovo incidente della Quarta Armata con una vera e propria battaglia tra la Nuova Quarta Armata e KMT (Esercito Rivoluzionario Nazionale). Fino a quel momento, la maggior parte delle battaglie erano state schermaglie. L'esercito fu completamente riorganizzato dopo l'incidente e rimase in combattimento attivo fino alla fine della guerra.